# Charvensod
 Charvensod egy község Olaszországban, Valle d’Aosta régióban.

## Elhelyezkedése

Charvensod község Valle d'Aosta térképén

A település Aosta agglomerációjához tartozik.
A vele szomszédos települések: Aosta, Brissogne, Cogne, Gressan és Pollein.